# Magdeburger Münzstätten
In den Magdeburger Münzstätten wurden in Magdeburg von ca. 937 bis 1767 Münzen geprägt. Am 28. März 942 übertrug König Otto I. (D.O.I. 46) dem 937 gegründeten Moritzkloster die Erträge aus der königlichen Münzstätte und dem Zoll. Das setzt voraus, dass schon vor 942 in Magdeburg Münzen geprägt worden sind. Bei den Münzen handelt es sich um sogenannte Sachsenpfennige, die meistens keine Umschriften tragen. Zitat von Dr. Schildmacher: "Münzen, die in erster Linie dem Handelsverkehr mit den Völkern des Ostens dienten, brauchten ja auch keine lesbaren Umschriften, wenn nur der Silbergehalt gut war." Nur ganz vereinzelt ist auf den Sachsenpfennigen OTTO oder ODDO lesbar.
Das erste Münzrecht wurde mit der Urkunde vom 9. Juli 965 vom Kaiser Otto I. an das Moritzkloster in Magdeburg verliehen. Es war damit ein landesherrliches Vorrecht, das dem Erzbischof in weiteren kaiserlichen Privilegien später mehrfach bestätigt wurde. Um 1138/1140 setzte mit Erzbischof Konrad von Querfurt die Brakteatenprägung ein. In der zweiten Hälfte des 12. Jahrhunderts erreichte diese ihren künstlerischen Höhepunkt und erfolgte u. a. auch in Magdeburg. Als erster namentlich bekannter Magdeburger Münzmeister lässt sich schon im 12. Jh. ein Conrad nachweisen. Mit dem Wechsel der Landesherrschaft ging das Münzrecht 1680 auf den Kurfürsten von Brandenburg über.
Die Stadt Magdeburg, die landesherrlich dem Erzbischof unterstand, besaß ursprünglich kein Münzrecht. Die ersten städtischen Münzen wurden während der Belagerung 1550/51 aus dem Mangel an Kleinmünzen geprägt. Danach versuchte die Stadt ein eigenes Münzrecht zu erhalten, was dann mit dem Privileg vom 24. September 1567 durch Kaiser Maximilian II. verliehen wurde. Die Stadt übte das Münzrecht von 1570 bis nach dem Dreißigjährigen Krieg aus, und zwar bis Dezember 1682. Nach der Zerstörung der Stadt im Jahr 1631 wurden sporadisch einige Schaumünzen geprägt, die den Anspruch der Stadt auf die Reichsfreiheit untermauern sollten. Es wurden aber auch bis zuletzt reguläre Taler und deren Teilstücke geprägt, oft mit dem Wahlspruch Luthers "VERBVM DOMINI MANET IN AETERNUM" (das Wort des Herrn bleibt in Ewigkeit). Hier kommt die starke Verankerung der Magdeburger Bevölkerung im Protestantismus zum Ausdruck, wenigstens was die damalige Zeit betrifft.

## Die erzbischöfliche Münze

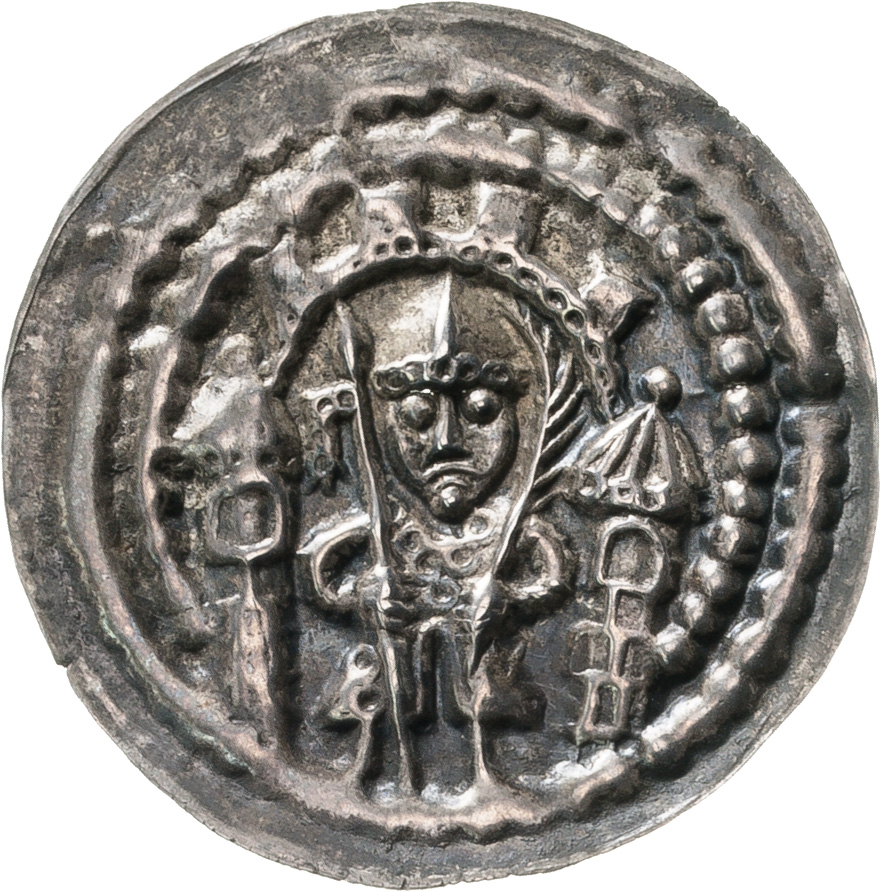
Moritzpfennig aus dem 12. Jahrhundert

Der genaue Standort der ersten Münzstätte in der Stadt zur Zeit der Gründung ist nicht überliefert. Da die Magdeburger Erzbischöfe damals auch die Münzrechte zu Gittelde am Harz und zu Giebichenstein bei Halle besaßen, ist es schwer, den genauen Prägeort der Münzen zu bestimmen. Es muss angenommen werden, dass die Prägestempel unter diesen Münzstätten ausgetauscht wurden und somit nicht alle „Magdeburger Münzen“ dieser Zeit auch aus Magdeburg kamen.
Erst Anfang des 15. Jahrhunderts wurde der Standort der Münzstätte urkundlich erwähnt. Sie befand sich damals mitten auf dem Alten Markt, gegenüber dem Rathaus. Diese Ortsangabe verdanken wir einem Bericht der Schöppenchronik über einen Aufruhr in der Stadt, der durch unerträgliche Missstände im Münzwesen ausgelöst wurde. Spekulanten hatten die guten Pfennige aus dem Verkehr gezogen und gegen Groschen mit geringerem Feingehalt eingewechselt. Der Wertverfall und die Preissteigerungen, die durch eine Missernte 1401 verschärft wurden, führten zum offenen Aufruhr. Am 15. September 1402 stürmten kleine Handwerker und Gesellen das Münzgebäude und brannten es nieder. In einem Vergleich mit dem Erzbischof musste sich die Stadt verpflichten, das Münzhaus und die Wechselbank auf dem Markt wieder aufzubauen. Das Münzhaus, in dem auch Bier ausgeschenkt wurde, gab immer wieder Anlass zu Streitigkeiten zwischen Stadt und Erzbischof. Gegen die wachsende ökonomische Macht der Stadt konnte der Erzbischof auf Dauer nicht bestehen, zumal er sich ständig in finanziellen Nöten befand. Im Jahre 1525 trat er das Münzhaus und das Schankrecht gegen eine hohe Ablösesumme an die Stadt ab. Zusätzlich bekam er zum Ausgleich das Haus Alter Markt 12 an der Südseite des Platzes. In dieses Haus wurde noch im gleichen Jahr die erzbischöfliche Münze verlegt. Das Münzgebäude auf dem Markt ließ der Rat abbrechen.
Durch die Einführung der Reformation in Magdeburg verlor der Erzbischof seine politische Macht und seine Einnahmequellen weitgehend. Die Münze arbeitete nur noch sporadisch, und erst um 1572 lebte der Betrieb nochmals kurz auf. Nach erneutem Streit mit der Stadt verlegte der Administrator, so nannte sich der Erzbischof nach dem Übertritt zum Luthertum, seine Münzstätte 1582 nach Halle. In Magdeburg wurden nur noch kleine Stücke geschlagen. Nach der Zerstörung der Stadt 1631 wurde der Münzbetrieb zeitweise wieder aufgenommen. Die 
Hauptprägungen des Erzstiftes wurden aber bis zur Einstellung des Betriebes 1680 in Halle hergestellt.

## Die städtische Münze
Die Stadt Magdeburg begann offiziell mit eigenen Prägungen nach der Verleihung des Münzrechts durch den Kaiser 1567. Dieses Münzrecht stand im Widerspruch zur Reichsmünzordnung, die im Kreis nur eine Münze vorsah. Der Administrator hatte auf den Kreistagen lange versucht, die Inbetriebnahme einer städtischen Münzstätte zu verhindern, doch die Stadt setzte sich, mit dem kaiserlichen Privileg in der Tasche, darüber hinweg. 
Um 1570 richtete sie in der Schmiedehofstraße 12/13 eine eigene Münze ein und begann mit den Prägungen. Die Schmiedehofstraße lag an der Berliner Straße, die etwa in Höhe der heutigen südlichen Häuserfront der Ernst-Reuter-Allee vom Breiten Weg in Richtung Elbe verlief. Die neue Münze lag direkt neben dem Schmiedehof, dem Haus der Schmiedeinnung, was sicher praktische Gründe hatte und eine enge technische Zusammenarbeit vermuten lässt. 
Exakte Angaben über die Münze liegen nicht vor, da die Münzakten 1631 verbrannt sind. Als erster städtischer Münzmeister wird Hans Bruhm erwähnt, dem 1571 Conrad Hundt und dann später der Münzmeister Heinrich Meyer folgte. 
Von Beginn der Münztätigkeit an wurden große Mengen von Talern und Groschen geschlagen, womit die städtische Münze, die außerdem tätige erzstiftische Münze, bei den Schlagzahlen weit in den Schatten stellte. Diese Entwicklung rief die alten Widersacher auf den Plan. Sie warfen der Stadt vor, dass sie keinen Wardein (Münzkontrollbeamter) hielt, wie es nach der Reichsmünzordnung Vorschrift war. Außerdem konnten der städtischen Münze Untergewichte bei kleinen Sorten vorgeworfen werden, was allerdings bei fast allen Münzen seinerzeit vorkam. Die Angelegenheit wurde vor den Kreistag im April 1578 in Halberstadt gebracht, und der befahl, die Münztätigkeit sofort einzustellen und den Münzmeister in Haft zu nehmen. 1581 konnte die Aufhebung dieses Beschlusses erreicht werden und, 1583 stellte die Stadt einen Wardein ein. 
Die Münztätigkeit unterlag starken Schwankungen, und bei steigenden Silberpreisen gingen die Prägezahlen zurück und der Feingehalt der Münzen verschlechterte sich zumeist. Auch die städtische Münze wurde 1631 zerstört und erst 1639 wieder notdürftig repariert. Unter dem Münzmeister Peter Schrader wurden einige Denkmünzen geprägt, und erst ab 1669 begann wieder ein regelmäßiger Münzbetrieb. Nachdem Magdeburg 1680 brandenburgische Landstadt geworden war und somit keine Münzhoheit mehr beanspruchen konnte, musste die Münzprägung 1680 eingestellt werden. Im September 1682 machte die Stadt Magdeburg einen erneuten Versuch und prägte Münzen. Diesem illegalen Treiben machte der Große Kurfürst mit einem Befehl vom 27. Dezember 1682 ein Ende.
Siehe auch: Schautaler der Stadt Magdeburg von 1622 zur Stadtgründung

## Die brandenburgisch-preußische Münze
Die Große Münzstraße im Zentrum der Stadt erinnert noch heute an die Münzstätte, die dort von 1683 bis 1767 bestanden hat. Nach dem Tod des letzten Administrators des Erzstiftes Magdeburg, August von Sachsen, am 4. Juni 1680, waren die Stadt und das Herzogtum Magdeburg an das Kurfürstentum Brandenburg gefallen. Mit den Hoheitsrechten gingen auch die Münzrechte auf den Kurfürsten Friedrich Wilhelm (1640–1688) über, der aus Anlass seiner Huldigung durch die Stadt 1681 große Schaumünzen aus Gold und Silber prägen ließ. Diese Prägung fand wahrscheinlich noch in der alten städtischen Münze in der Schmiedehofstraße statt und wurde vom Münzmeister Johann Elers ausgeführt. 
Im Jahre 1683 nahm dann aber eine neue Münzstätte in Magdeburg, Große Münzstraße 7/8, ihren Betrieb auf. Der Name Münzstraße fand allerdings erst mit der Einrichtung der Münze für diese Straße seine Anwendung. Vorher hieß sie Stall- und zeitweise Ankerstraße. Das Haus Nr. 7/8 wurde früher nach den ehemaligen Besitzern, der "Saldernsche Hof', genannt und war 1631 nur teilweise zerstört worden. Vorübergehend wurde es deshalb als Rathaus benutzt und diente dann der brandenburgischen Garnison in Magdeburg als Magazin. Das Nachbarhaus Nr. 6 war das Geburtshaus Otto von Guerickes. Es wurde 1760 von den Erben Otto von Guerickes für die Münze hinzugekauft. 
Erster Münzmeister wurde der frühere städtische Münzmeister Johann Elers (Mmz. I E). Sein Nachfolger wurde 1690 Johann Christoph Sehle (Mmz. I CS), der die Münze weiter ausbaute und neue Maschinen anschaffte. Nach einer Ruhepause der Münze bis 1698 wegen der stark gestiegenen Silberpreise, übernahm Heinrich Friedrich Halter (Mmz. HF H) das Münzmeisteramt. Seit 1701 war Magdeburg königliche Münze. Sie wurde als eine der am besten eingerichteten Münzstätten des preußischen Staates bezeichnet. 
Von 1719 bis 1752 ruhte der Münzbetrieb wiederum wegen Silbermangels. Nach der Reform des Preußischen Münzwesens wurde sie unter dem Münzdirektor Wanney wieder in Betrieb genommen und führte ab 1752 das Münzzeichen „F“.
Im Jahre 1767 erfolgte die endgültige Schließung, da die Münze durch die Nähe der Berliner Münze entbehrlich geworden war. Das Gebäude wurde anschließend noch von der Königlichen Bank genutzt. Bis in die Neuzeit befand sich an dieser Stelle, allerdings in anderen Gebäuden, eine Filiale der Stadtsparkasse.